# Vågsøy
Gmina Vågsøy (norw. Vågsøy kommune) – norweska gmina, leżąca w regionie Sogn og Fjordane. Jej siedzibą jest miasto Måløy.
Vågsøy jest 351. norweską gminą pod względem powierzchni.

## Demografia
Według danych z roku 2005 gminę zamieszkuje 6218 osób. Gęstość zaludnienia wynosi 37,48 os./km². Pod względem zaludnienia Vågsøy zajmuje 161. miejsce wśród norweskich gmin.
| ludność stan na 1 stycznia 2005 |         |           |       |
|                                 | kobiety | mężczyźni | razem |
| osób                            | 3125    | 3093      | 6218  |
| %                               | 50,26%  | 49,74%    | 100%  |

| wykształcenie stan na 1 października 2004 |        |         |        |        |
|                                           | podst. | średnie | wyższe | niezn. |
| osób                                      | 1113   | 2960    | 749    | 127    |
| %                                         | 22,49% | 59,81%  | 15,13% | 2,57%  |

## Edukacja
Według danych z 1 października 2004:
- liczba szkół podstawowych (norw. grunnskolar): 7
- liczba uczniów szkół podst.: 854

## Władze gminy
Według danych na rok 2011 administratorem gminy (norw. rådmann) jest Svanhild Mosebakken, natomiast burmistrzem (norw. ordfører, d. borgermester) jest Roger Bernt Silden.